# Неджвиця-Дужа (гміна)
Гміна Неджвиця-Дужа (пол. Gmina Niedrzwica Duża) — сільська гміна у східній Польщі. Належить до Люблінського повіту Люблінського воєводства.
Станом на 31 грудня 2011 у гміні проживало 11482 особи.

## Площа
Згідно з даними за 2007 рік площа гміни становила 106.82 км², у тому числі:
- орні землі: 84.00%
- ліси: 9.00%

Таким чином, площа гміни становить 6.36% площі повіту.

## Населення
Станом на 31 грудня 2011:
| Опис     | Загалом | Загалом | Чоловіки | Чоловіки | Жінки | Жінки |
| -------- | ------- | ------- | -------- | -------- | ----- | ----- |
| одиниця  | осіб    | %       | осіб     | %        | осіб  | %     |
| все      | 11482   | 100     | 5621     | 48.95    | 5861  | 51.05 |
| міське   | 0       | 100     | 0        |          | 0     |       |
| сільське | 11482   | 100     | 5621     | 48.95    | 5861  | 51.05 |

## Сусідні гміни
Гміна Неджвиця-Дужа межує з такими гмінами: Белжице, Божехув, Ґлуськ, Конопниця, Стшижевіце, Вільколаз.